# Galwan
Galwan é uma construtora, incorporadora e imobiliária de imóveis localizada na cidade de Vila Velha, Brasil. Única no Espírito Santo no sistema de condomínio fechado, a construtora obteve a 26º colocação no último ranking nacional do ITCnet contabilizando 589.800,27 m² construídos.
Atualmente a construtora se faz presente em 2 estados da federação (Espírito Santo e Rio de Janeiro), atuando nas cidades de Cachoeiro de Itapemirim, Guarapari, Rio de Janeiro, Vila Velha e Vitória.

## História
A história da construtora começa em 1981, com o edifício Fazenda da Praia, na orla da Praia da Costa, em Vila Velha. A partir de 1987 a construtora passa a se consolidar no mercado capixaba e ganhar fortes características no sistema de condomínio fechado.
Em 2005, passou a construir também no Rio de Janeiro, em parceria com o Grupo Accor de Hotéis. A construtora juntamente com o grupo francês fortalecerão o sistema hoteleiro brasileiro para a recepção da Copa de 2014.
Atraiu para o Espírito Santo, em 2008, investimentos da Fundação dos Economiários Federais (Funcef), que adquiriu 78% de um prédio corporativo.
No ano de 2010 a construtora lançou o maior empreendimento residencial da história do Espírito Santo (e da construtora), cerca de R$ 135 milhões serão investidos em uma área de 15 mil metros quadrados, no bairro de Jardim Camburi, em Vitória.
O BNDES recentemente aprovou as linhas de financiamento Procopa Turismo, que visa estimular a ampliação e modernização da rede hoteleira das cidades que sediarão os jogos da Copa de 2014 e a Olimpíada de 2016. O Ibis Copacabana (R$ 11,6 milhões) e o Hotel Glória (R$ 146,5 milhões), fazem parte dos R$ 709,4 milhões em projetos que já chegaram ao BNDES.